# Ladis Schwartz

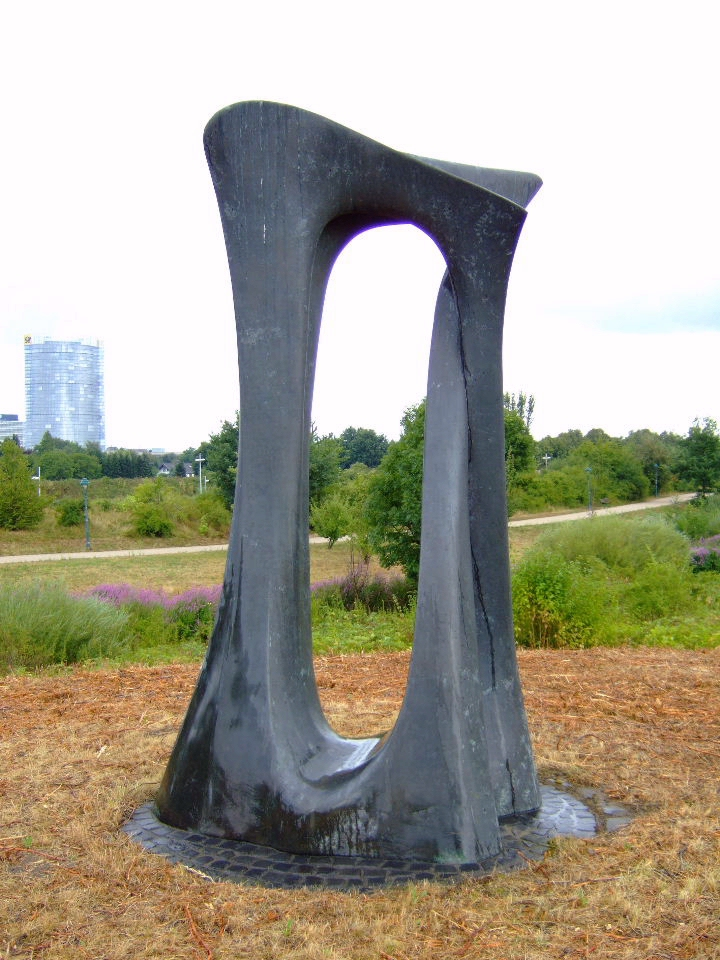
Otiyot (1987–1990) in Bonn

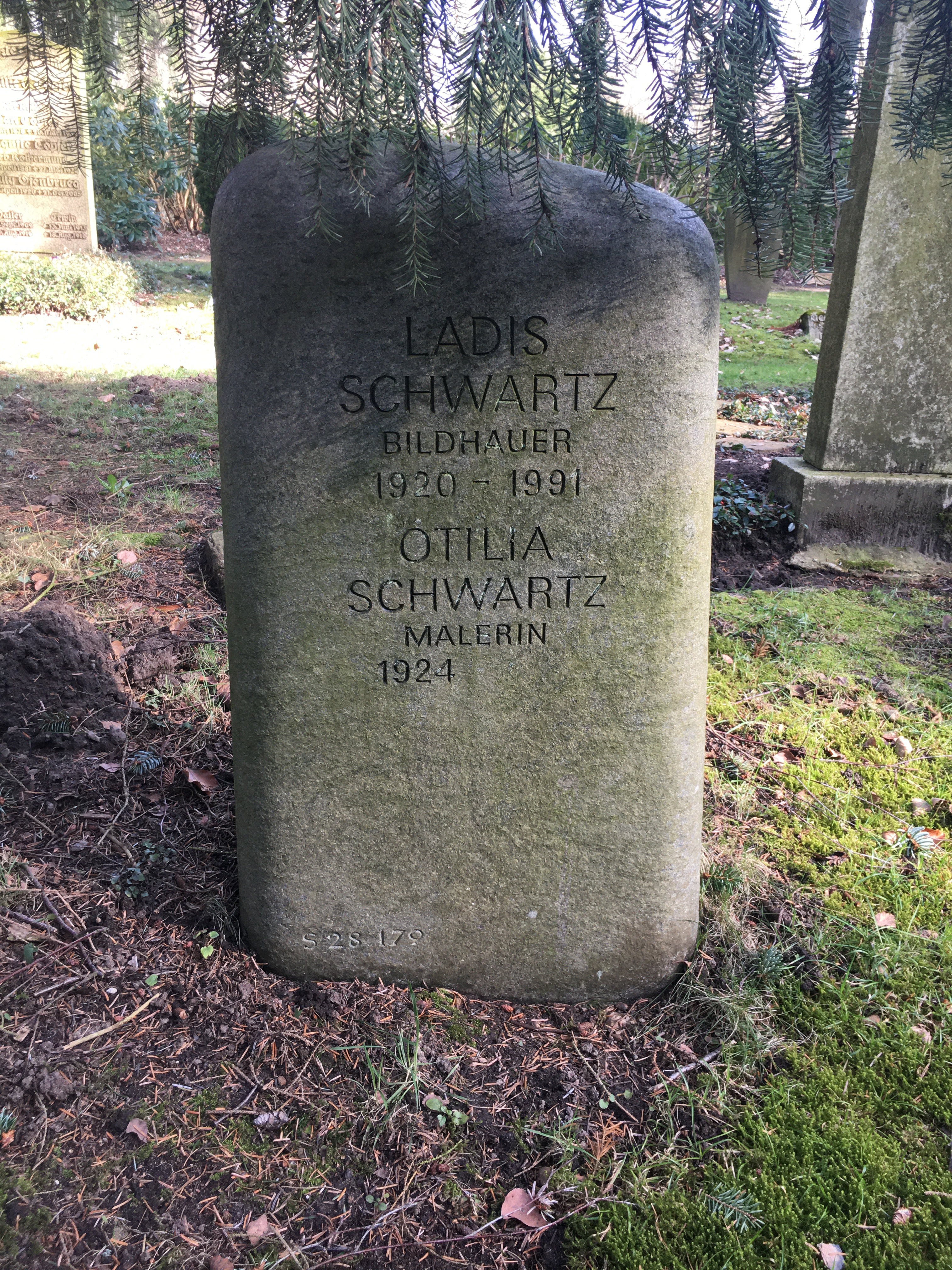
Grabstätte Ladis Schwartz auf dem Friedhof Ohlsdorf

Ladis Schwartz (* 10. Juni 1920 in Timișoara, Rumänien; † 7. Oktober 1991 in Bonn) war ein rumänisch-deutscher Bildhauer.

## Leben
Ladis Schwartz besuchte von 1938 bis 1940 die Höhere Kunstgewerbeschule in Budapest. Von 1941 bis 1944 war er als Jude in einem Arbeitslager in Rumänien interniert.:68 f. 1954 heiratete er die Malerin Otilia Grosu. Seit 1968 lebte Schwartz in der Bundesrepublik Deutschland, zunächst in Siegen, ab 1978 in Bonn.
In einer Reihe von Städten ist der Bildhauer mit Arbeiten im öffentlichen Raum vertreten. So in Bukarest (Rumänien), Haifa (Israel), Bonn, Essen und Siegen.
Ladis Schwartz gab 1987 den Anstoß für die Wiederherstellung des unterhalb der Burg Rheineck bei Bad Breisig gelegenen Jüdischen Friedhofs Rheineck. Dieser war 1979, nachdem der damalige neue Besitzer der Burg einen Sperrzaun durch den Friedhof ziehen ließ, aufgegeben und die Grabsteine zum nördlich von Bad Breisig gelegenen Friedhof am Kesselberg umgesetzt worden. Mit Unterstützung der katholischen Kirche und durch das internationale Aufsehen, das eine entsprechende Veröffentlichung in der Jerusalem Post hervorrief, gelang 1988 eine Einigung mit Burgbesitzer und Stadt Bad Breisig. Die Grabsteine wurden zurückgeführt und der Friedhof der Obhut der Stadt übergeben.
71-jährig verstarb Ladis Schwartz in Bonn, wurde aber auf dem Hamburger Friedhof Ohlsdorf im Planquadrat S 28 beigesetzt.

## Über sein Werk
Der Bildhauer beschäftigt sich „auch primär mit allseitiger Rundplastik, deren Volumina er kraftvoll und sensibel bewältigt. Durch Verdichtung und Ausbreitung der Formen, die ebenso vegetativ wie konstruktiv sind, findet er Symbole für die natürliche Einheit alles Gewordenen und Werdenden.“.

## Werke
- Spannung (1976) – Bronzeplastik – Düsseldorf, Sammlung NRW (Ankauf 1977)[1]:136 f.
- Spannung II (1976) – Bronzeplastik – Bonn-Plittersdorf, Nicolaus-Cusanus-Gymnasium (Aufstellung 1981)[1]:136 f.
- Ruhe (Stille) (1977) – Bronzeskulptur – Bonn, Stadthaus (Aufstellung 1980)[1]:68 f.
- Lyra (1985) – Brunnenplastik – Bonn, Botanischer Garten[1]:73 f.
- Dynamik – Essen (Steag-Zentrale)
- Otiyot (1987–1990) – Bronzeskulptur – Bonn-Hochkreuz, hinter dem Bundesinstitut für Arzneimittel und Medizinprodukte (Aufstellung 1990)[1]:127 f.
- Aliya – Haifa
- Granitbüffel – Bukarest, Staatsmuseum
- Marmortotem – Siegen, Schlosspark